# Máximo Rojas
Pour les articles homonymes, voir Rojas.
Rojas  Romero est un nom espagnol. Le premier nom de famille, en général paternel, est Rojas ; le second, en général maternel, souvent omis, est Romero.
Máximo Eliecer Rojas Romero, né le 12 novembre 1983, est un coureur cycliste vénézuélien.

## Biographie
Champion panaméricain 2013 de la course aux points, Máximo Rojas termine cette saison-là meilleur coureur américain de la spécialité au classement UCI,.

## Palmarès sur piste

### Championnats panaméricains
- Valencia 2007
  -  Médaillé d'argent du scratch
- Mexico 2013
  -  Médaillé d'or de la course aux points
  -  Médaillé de bronze du scratch
- Aguascalientes 2014
  -  Médaillé de bronze de la poursuite par équipes

### Jeux sud-américains
- Province de Buenos Aires 2006
  -  Médaillé de bronze du scratch
- Santiago 2014
  -  Médaillé de bronze de l'omnium
- Cochabamba 2018
  -  Médaillé de bronze de la course à l'américaine

### Jeux d'Amérique centrale et des Caraïbes
- Veracruz 2014
  -  Médaillé de bronze de la poursuite par équipes
- Barranquilla 2018
  -  Médaillé de bronze de l'américaine

### Jeux bolivariens
- Santa Marta 2017
  -  Médaillé d'argent de la course aux points
  -  Médaillé de bronze du scratch
- Valledupar 2022
  -  Médaillé d'argent de la course à l'américaine

### Championnats nationaux
- Valencia 2012
  -  Champion du Venezuela de l'américaine (avec Richard Ochoa)
- Valencia 2014
  -  Champion du Venezuela de poursuite par équipes (avec Manuel Briceño, Randall Figueroa et Víctor Moreno)
- Carabobo 2016
  -  Champion du Venezuela du scratch[3]
- Caracas 2019
  -  Champion du Venezuela de course aux points
  - 2e du championnat du Venezuela de l'américaine
- Caracas 2021
  -  Champion du Venezuela de course aux points
- Araure 2022
  -  Champion du Venezuela de vitesse par équipes (avec Luis Gómez et Francisco Salvatierra)
- Valencia 2023[4]
  -  Champion du Venezuela de poursuite par équipes (avec Clever Martínez, Enmanuel Viloria et Max Tovar)
  -  Champion du Venezuela de course aux points
  -  Champion du Venezuela de l'américaine (avec Clever Martínez)
  - 2e du championnat du Venezuela de vitesse par équipes

## Palmarès sur route

### Par année
- 2006
  - Vuelta al Oriente
- 2007
  - Clásico Ciudad de Valencia
- 2010
  - Clásico Ciudad de Valencia
- 2012
  - Clásico Gobierno de Carabobo
- 2018
  - 1re étape du Clásico los Corrales
  - Clásico Ciclístico Batalla de Carabobo
  - 2e du Clásico los Corrales
- 2020
  - Clásico Federación Venezolana de Ciclismo[5]
- 2021
  - Vuelta a Lara
- 2022
  - 2e du championnat du Venezuela du contre-la-montre par équipes

### Classements mondiaux
| Année            | 2011 | 2012 | 2013 | 2014 | 2015 | 2016 | 2017 | 2018 |
| ---------------- | ---- | ---- | ---- | ---- | ---- | ---- | ---- | ---- |
| UCI America Tour | 385e |      |      |      |      |      |      | 463e |